# De plein fouet (film, 1998)
Pour les articles homonymes, voir De plein fouet.
Pour plus de détails, voir Fiche technique et Distribution.
De plein fouet (Head On) est un film australien réalisé par Ana Kokkinos en 1998. Inspiré du roman à succès Loaded de l'écrivain Christos Tsiolkas, le film suit Ari (Alex Dimitriades). À sa sortie, le film s'est fait surtout connaître à cause de scènes de sexe explicites, dont une de masturbation masculine. Le film met aussi en scène un personnage transgenre, joué par Paul Capsis. 
Le film a été présenté au Festival de Cannes 1998, dans la section Un certain regard.

## Synopsis
Le film met en scène Ari, un jeune gay d'origine grecque, habitant un quartier défavorisé de Melbourne.

## Fiche technique
- Titre original : Head On
- Titre français : De plein fouet
- Réalisation : Ana Kokkinos
- Scénario : Andrew Bovell, Ana Kokkinos et Mira Robertson d'après le roman Loaded de Christos Tsiolkas
- Musique originale : Ollie Olsen
- Photographie : Jaems Grant
- Producteur : Jane Scott
- Montage : Jill Bilcock
- Pays :  Australie
- Langue : anglais, grec
- Dates de sortie : 
  -  France : mai 1998 (Festival de Cannes)
  -  Australie : 13 août 1998

## Distribution
- Alex Dimitriades : Ari
- Paul Capsis : Johnny
- Julian Garner : Sean
- Elena Mandalis : Betty
- Tony Nikolakopoulos : Dimitri
- Damien Fotiou : Joe
- Eugenia Fragos : Sophia
- Dora Kaskanis : Dina
- María Mercedes : Tasia
- Alex Papps : Peter
- William Zappa : Vassili
- Andrea Mandalis : Alex